# Níkos Sargánis
 (mars 2015).
Si vous disposez d'ouvrages ou d'articles de référence ou si vous connaissez des sites web de qualité traitant du thème abordé ici, merci de compléter l'article en donnant les références utiles à sa vérifiabilité et en les liant à la section « Notes et références ».
Níkos Sargánis (en grec moderne : Νίκος Σαργκάνης), né le 13 janvier 1954 à Rafína (Attique) et mort le 8 décembre 2024 à Athènes, est un footballeur grec au poste de gardien de but.
Il est considéré comme le meilleur gardien de but grec de tous les temps avec Antónios Nikopolídis[réf. souhaitée], le portier de l'équipe grecque vainqueur du Championnat d'Europe des nations 2004.
Après avoir évolué à Illisiakos et PAE Kastoria, il est transféré en 1981 à l'Olympiakos, où il reste cinq ans. Il passe les cinq années suivantes chez le grand rival d'Olympiakos, le Panathinaikos, avant de finir sa carrière à Athinaïkós.
Níkos Sargánis débute en sélection grecque après l'Euro 1980, que la Grèce a disputé en Italie. Il connaîtra sa 58e et dernière sélection en 1991.